# Alfredo Sirica
Alfredo Sirica (Roma, 25 aprile 1999) è un compositore, pianista e arrangiatore italiano.
Noto principalmente per la sua attività da compositore di colonne sonore, ha scritto e prodotto musica per cinema, videogiochi e serie televisive. Col cartone animato Lampadino e Caramella nel MagiRegno degli Zampa, prodotto da Rai Ragazzi, diventa il primo compositore di una colonna sonora adatta anche a bambini con disabilità quali l'ipovisione o l'autismo, unendo narrazione a musicoterapia. Con la terza stagione di The Rising of the Shield Hero, è il primo compositore italiano a collaborare con la Kadokawa per la composizione delle musiche di un anime.

## Biografia
All'età di 16 anni, in seguito alla vittoria di un provino online edito dalla Running Wild Films, Alfredo Sirica firma la sua prima colonna sonora col lungometraggio Porches and Private Eyes.
Nel 2017 viene scelto dalla HeR Interactive ed Eric Lindstrom, sceneggiatore di Tomb Raider, per scrivere la colonna sonora del videogioco Odyssey - The Story of Science, promosso dal divulgatore Vsauce e attualmente in uso in istituti scolastici a scopo educativo. Nello stesso anno, lavora al cortometraggio Pawns di David Barbeschi, che diventa virale in poco tempo, superando i 2 milioni di visualizzazioni su YouTube. Questo verrà poi selezionato per la piattaforma MUBI.
Nel 2018, per il film Sincerely, Brenda, viene candidato al premio per la miglior colonna sonora originale ai Detroit Filmmaker Awards. Nello stesso anno, per la Fondazione Vaticana, realizza il commento musicale del film d'animazione Bernadette. È con questo progetto che nasce anche la sua collaborazione con lo studio di animazione Animundi.
Nel 2019, lavora con la doppiatrice Laura Bailey e la New York School of Visual Arts alla realizzazione del cortometraggio d'animazione A Moonlight's Tale. L'opera suscita l'immediato apprezzamento di critica e pubblico, superando i 3 milioni di visualizzazioni su YouTube e i 10 milioni su Facebook.
Riprende anche la sua collaborazione con lo studio romano Animundi. Col contributo economico del Ministero per i beni e le attività culturali e per il turismo e di Rai Ragazzi, parte la produzione della serie animata Lampadino e Caramella nel MagiRegno degli Zampa, il primo prodotto televisivo adatto a tutti i bambini, compresi quelli con disabilità. Il cartone va in onda su Rai Yoyo dal 29 marzo 2020, diventando presto il programma più visto da bambini in età prescolare in Italia. Per il suo contributo, partecipa come ospite al Giffoni Film Festival. La serie, alla ventiquattresima edizione del Cartoons on the Bay, si aggiudica il premio UNICEF per la miglior serie d'animazione.
Nel 2020, col cortometraggio d'animazione in via di sviluppo Bigger than Us, vince il premio Studio Alhambra Prix al Festival internazionale del film d'animazione di Annecy nella sezione MIFA Pitch, ottenendo un finanziamento per la sua ultima colonna sonora. Scrive inoltre la musica per il lungometraggio Time for Love, regia di Miguel J. Veléz, selezionato per la Marché du Film al Festival di Cannes e in concorso all'Austin Film Festival e al RIFF.
Nel 2021, scrive la colonna sonora per la seconda stagione della serie Lampadino e Caramella nel MagiRegno degli Zampa. Per l'occasione, nel febbraio del 2022 partecipa al programma televisivo I soliti ignoti per promuovere i nuovi episodi.
Nel 2023, con la terza stagione di The Rising of the Shield Hero, diventa il primo compositore italiano a scrivere musica per un anime della Kadokawa.
Nel marzo del 2024 ottiene il diploma di Laurea magistrale in Composizione per la Musica Applicata alle Immagini presso il Conservatorio Santa Cecilia. A maggio esce il trailer d'annuncio della serie anime giapponese "Goodbye, Lara", musica composta da Alfredo Sirica ed eseguita dalla Budapest Symphonic Orchestra. In seguito alla messa in onda della terza stagione di "Lampadino e Caramella", è ospite il 6 ottobre al Romics per parlare della sua colonna sonora.
Il 26 marzo 2025 esce l'album della colonna sonora della terza stagione di The Rising of the Shield Hero, con cinque brani di Alfredo Sirica editi dalla Nippon Columbia. Il 21 aprile 2025 viene pubblicato il primo trailer della quarta stagione di The Rising of the Shield Hero. Vengono annunciati come compositori Alfredo Sirica, Kevin Penkin e Natalie Jeffreys.
Per il documentario olandese "The Gold of the Sun" ("Het Goed van de Zon"), scrive due brani per il campanile del duomo di Utrecht eseguiti da Malgosia Fiebig, la campanara ufficiale della città. Il tema principale del film diventa anche un carillon prodotto dall'artigiano Rob de Looff, in arte Robin Wood. La vicenda viene raccontata il 31 maggio da un servizio di TG2 Storie, il 4 giugno anche su TG2 Costume e Società.

## Filmografia parziale

### Film
- Porches and Private Eyes, regia di Travis Mills - lungometraggio (2016)
- Pawns, regia di David Barbeschi - cortometraggio (2017)
- A Moonlight's Tale, regia di Aarif Attarwala  - cortometraggio (2019)
- Hush, regia di Tyler Chipman  - cortometraggio (2019)
- The Shade, regia di Tyler Chipman  - cortometraggio (2019)
- Sincerely, Brenda, regia di Kenneth Nelson Jr. - lungometraggio (2018)
- Time for Love, regia di Miguel J. Veléz - lungometraggio (2020)
- The Gold of the Sun (Het Goud van de Zon), regia di Vincent van Esch - documentario (2025)

### Televisione
- Lampadino e Caramella nel MagiRegno degli Zampa, regia di Raffaele Bortone - serie TV (2020)
- Lampadino e Caramella nel MagiRegno degli Zampa 2, regia di Raffaele Bortone e Andrea Martini - serie TV (2022)
- The Rising of the Shield Hero 3, regia di Hitoshi Haga - serie TV (2023)
- Lampadino e Caramella nel MagiRegno degli Zampa 3, regia di Raffaele Bortone e Andrea Martini - serie TV (2024)
- The Rising of the Shield Hero 4, regia di Hitoshi Haga - serie TV (2025)

## Videogiochi
- Warhammer 40,000: Regicide - traduttore (2015)
- Demetrios - The Big Cynical Adventure (2016)
- Odyssey - The Story of Science (2017)
- Mythic Legions Tactics (in produzione)
- Dark Taverns (in produzione)
- Everdate - Let's Play: The Dating Game (in produzione)

## Riconoscimenti
Festival internazionale del film d'animazione di Annecy
- MIFA Pitch 2020 - Premio Studios Alhambra per Bigger Than Us

Cartoons on the Bay
- UNICEF Award 2020 - Premio per Lampadino e Caramella nel MagiRegno degli Zampa

Austin Filmmaker Awards
- Best soundtrack for a feature film - Candidatura per Sincerely, Brenda